# Busan
Busan of Poesan (Koreaans: 부산; 釜山 , Pusan) is een stad in het zuidoosten van Zuid-Korea. Busan ligt in de provincie Zuid-Gyeongsang, maar is een onafhankelijk bestuurd gebied.

## Ligging
Busan ligt aan de rivier Nakdong oostelijk van de berg Kumjung. De stad heeft een oppervlakte van 436 km² en in deze agglomeratie wonen 4,6 miljoen inwoners en is daarmee de op-een-na grootste stad in Zuid-Korea, na Seoel. Busan ligt aan de Japanse Zee (door de Koreanen wordt deze zee de Oostzee genoemd). Busan is een belangrijke havenstad en heeft een grote containeroverslag (zie ook de haven van Busan). Busan is sterk geïndustrialiseerd.
De berg Kumjung, ten westen van Busan, is een geliefd dagtochtje voor de bewoners van de stad. Een drukbezocht strand is het Haeundae-strand.
In het noorden van Busan bevindt zich de nationale universiteit van Busan. Rondom de universiteit bevinden zich cafés, bars en restaurants. De Chalgalchi markt bij de haven is bekend vanwege de verse vis en andere zeevruchten. De markt bevindt zich in een gebied met smalle straatjes.

## Verkeer en vervoer
Vanuit Busan zijn er bootverbindingen met Japan en China. De belangrijkste snelweg van het land, de Gyeongbu Expressway, gaat van Busan naar de hoofdstad Seoel. Deze weg is onderdeel van de Aziatische weg 1.
Het internationale vliegveld van Busan heet Gimhae. Het belangrijkste spoorwegstation is station Busan.
Busan beschikt over een metro (metro van Busan) en een uitgebreid bussensysteem.
De haven van Busan is zeer belangrijk, ongeveer 30% van alle overgeslagen lading in Korea passeert Busan. Met betrekking tot containers is de positie nog dominanter, nationaal heeft de haven een marktaandeel van 75% van alle overgeslagen containers. In 2021 stond Busan op de zevende plaats van havens wereldwijd gemeten naar het aantal overgeslagen containers. In dat jaar werden 22,7 miljoen TEU overgeslagen. In 2009 lag dit aantal verwerkte containers nog op 12 miljoen TEU.

## Sport
Busan I'Park is een voetbalclub die deel uitmaakt van de K League 2, de tweede divisie van Korea. Ze spelen in het Gudeokstadion. Busan was met het Busan Asiad Mainstadion speelstad bij het WK Voetbal 2002.
In 1988 werden ter gelegenheid van de Olympische Spelen in Seoel de Olympische zeilwedstrijden in de Baai van Busan gehouden, in 2002 werden de Aziatische spelen gehouden in Busan.

## Stadsdelen
- Gijang-gun (기장군; 機張郡)
- Buk-gu (북구; 北區)
- Busanjin-gu (부산진구; 釜山鎭區)
- Dong-gu (동구; 東區)
- Dongnae-gu (동래구; 東萊區)
- Gangseo-gu (강서구; 江西區)
- Geumjeong-gu (금정구; 金井區)
- Haeundae-gu (해운대구; 海雲臺區)
- Jung-gu (중구; 中區)
- Nam-gu (남구; 南區)
- Saha-gu (사하구; 沙下區)
- Sasang-gu (사상구; 沙上區)
- Seo-gu (서구; 西區)
- Suyeong-gu (수영구; 水營區)
- Yeongdo-gu (영도구; 影島區)
- Yeonje-gu (연제구; 蓮堤區)

## Stedenbanden
Busan heeft de volgende partnersteden:
- Barcelona (Spanje)
- Istanboel (Turkije)
- Los Angeles (Verenigde Staten)
- Montréal (Canada)
- Shanghai (China)
- Shimonoseki (Japan)
- Vladivostok (Rusland)
- Casablanca (Marokko)

## Bekende inwoners van Busan

### Geboren
- Charles J. Pedersen (1904-1989),  scheikundige
- Daniel Dae Kim (1968), acteur
- Gong Yoo (1979), acteur
- Kim Chang-soo (1985), voetballer
- Samantha Futerman (1987), actrice
- Park Gyu-young (1993), actrice
- Ryu Seung-woo (1993), voetballer
- Jimin (1995), zanger en danser
- Jungkook (1997), zanger en danser
- Jo Yu-Ri (2001), popzangeres en actrice

## Galerij

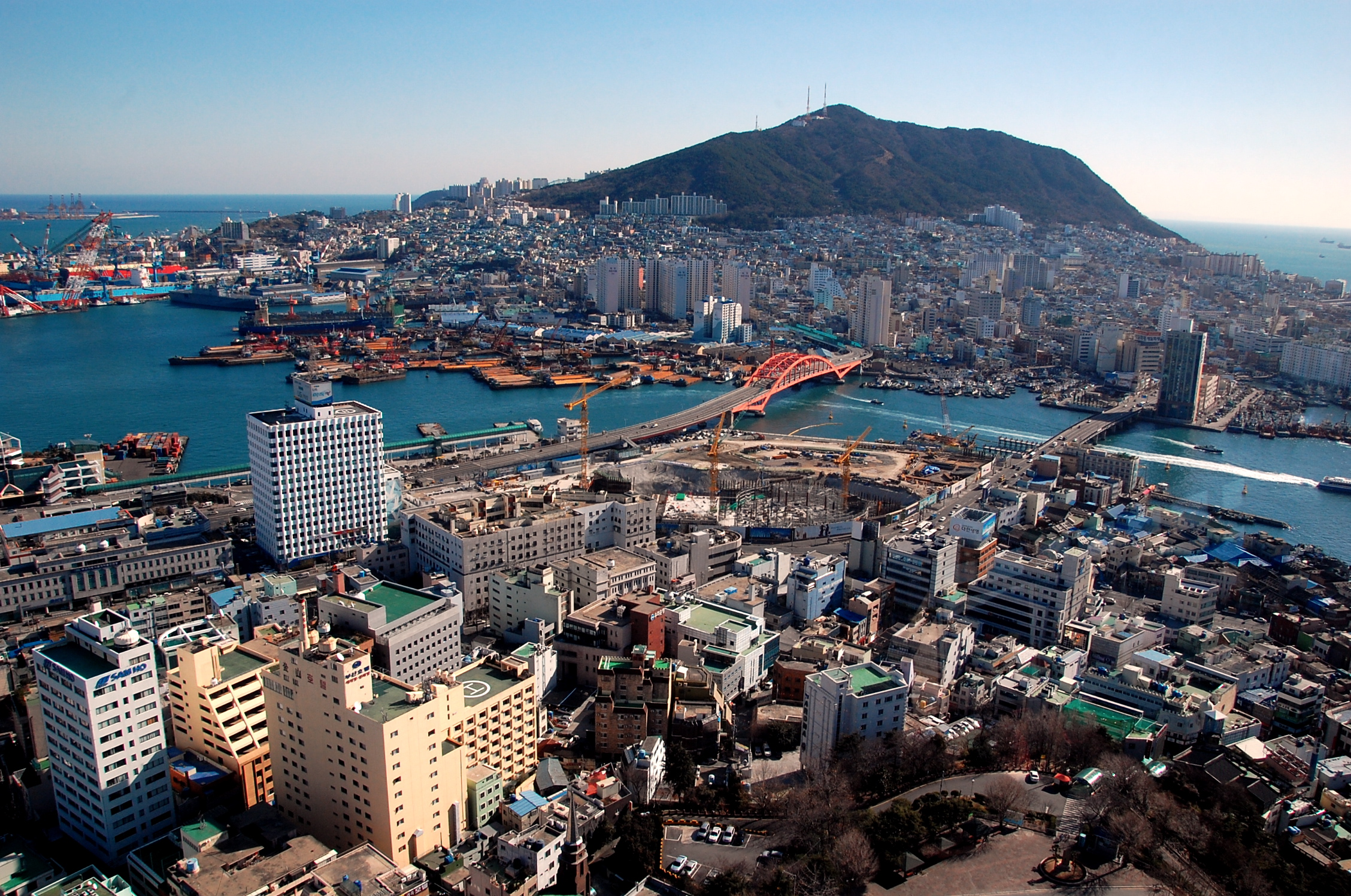
Zicht vanaf de Busan Tower